# Maurice Joron
Pour les articles homonymes, voir Joron.
Maurice Joron, né à Paris le 18 janvier 1883 et mort à Vaucresson le 4 octobre 1937, est un peintre français.

## Biographie
Dès son plus jeune âge, Maurice Joron ne peut s’empêcher de portraiturer les enseignants. Son goût et sa facilité pour le dessin sont remarqués. Mais son père, qui rêve pour lui d’une profession lucrative, le place apprenti chez un maître verrier.
Après un stage à l'École des arts décoratifs, il entre aux Beaux-Arts de Paris dans l’atelier de Fernand Cormon. Ses camarades, frappés par sa dextérité, le surnomment « Franz Hals », mais l’enseignement académique ne lui plaît pas.
Il est présenté à Mme Tavernier, qui tient un salon littéraire et artistique à Paris et qui devient son mécène. Fortunée, elle engage pour lui un précepteur et emmène son protégé à Florence, Naples, Venise, Amsterdam, étudier Titien, Rembrandt, Vermeer… Maurice Joron acquiert une bonne culture générale et travaille avec fougue.
Il expose au Salon des artistes français où il reçoit une médaille hors-concours en 1909. Cette année-là, il entame une carrière de portraitiste. Il travaillera toujours devant modèle, ou sur le motif, s’il s’agit de paysages ou de natures mortes. C’est un contemplatif, émerveillé devant toutes les formes de beauté que recèle la nature, et qu’il s’efforce de transmettre dans ses toiles avec véracité.
En 1914, durant la Première Guerre mondiale, il est mobilisé comme fantassin et blessé à la bataille de la Marne. Réformé après un an d’hôpital, impressionné par les scènes de guerre, il les dessine pour les journaux de l’époque, Le Crapouillot et La Guerre documentée.
En 1918, il se marie et fonde une famille qui lui inspire des portraits plus intimes. Les amateurs se disputent ses toiles à Paris comme à Londres, ou en Belgique, aux Pays-Bas, en Suisse, en Espagne ou en Afrique du Sud. Pour l’Exposition universelle de 1937, le ministère des Anciens Combattants, lui commande une immense toile Les Croisés de Saint-Louis, les invalides de Louis XIV, les poilus de Clemenceau, qui sera sa dernière œuvre. Épuisé par un labeur passionné, il meurt après une courte maladie le 4 octobre 1937. Il est inhumé au cimetière de Bry-sur-Marne.
L'espace Maurice Joron lui est consacré depuis 2010 au sein du musée Adrien Mentienne à Bry sur Marne. À cette occasion, Didier Rykner, de la Tribune de l'Art, l'a rapproché du portraitiste Jacques-Emile Blanche,.

## Œuvres dans les collections publiques
- Boulogne-Billancourt, musée des Années Trente.
- Bry-sur-Marne, musée Adrien Mentienne.

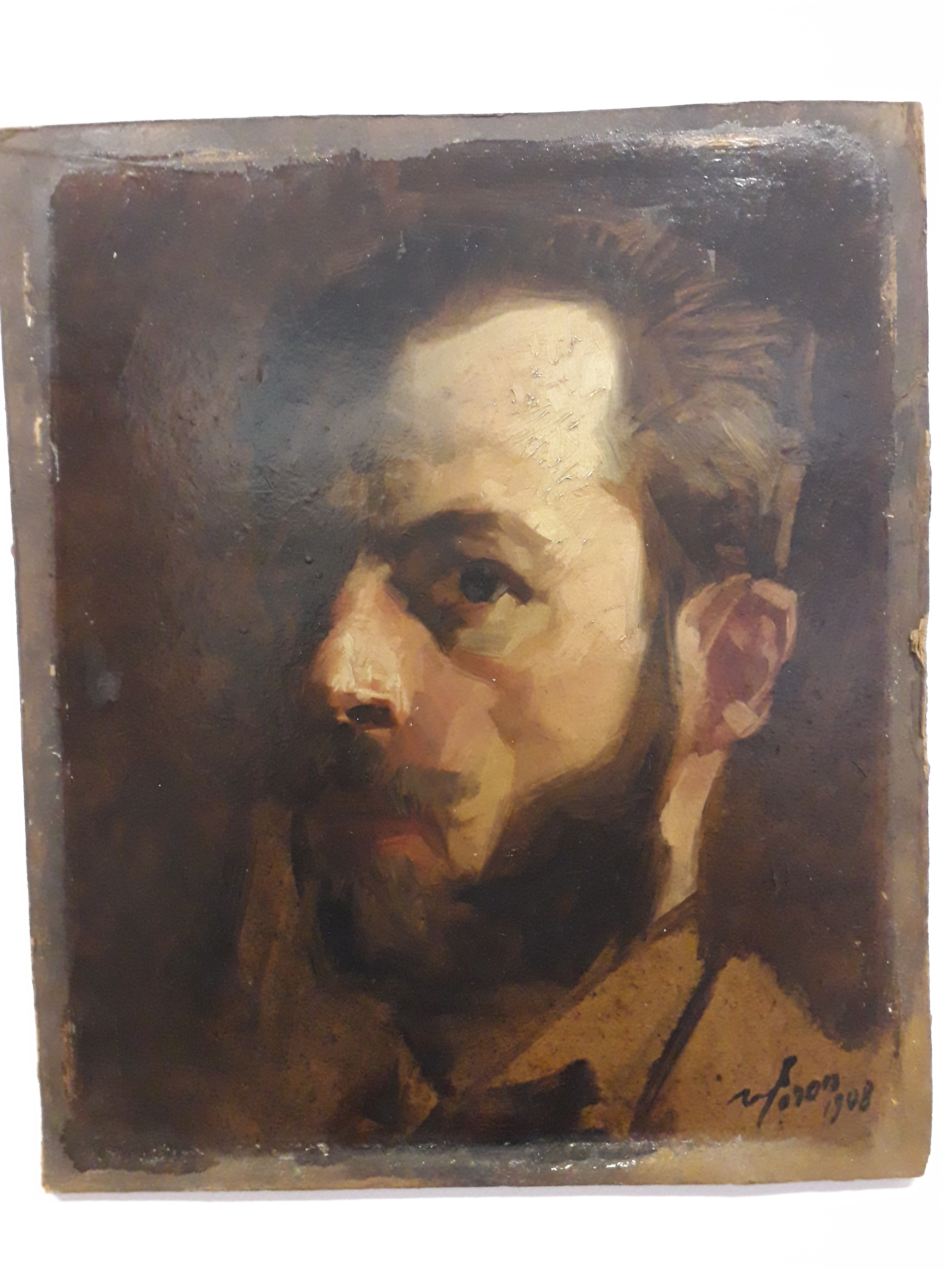
Autoportrait. Musée Adrien Mentienne.
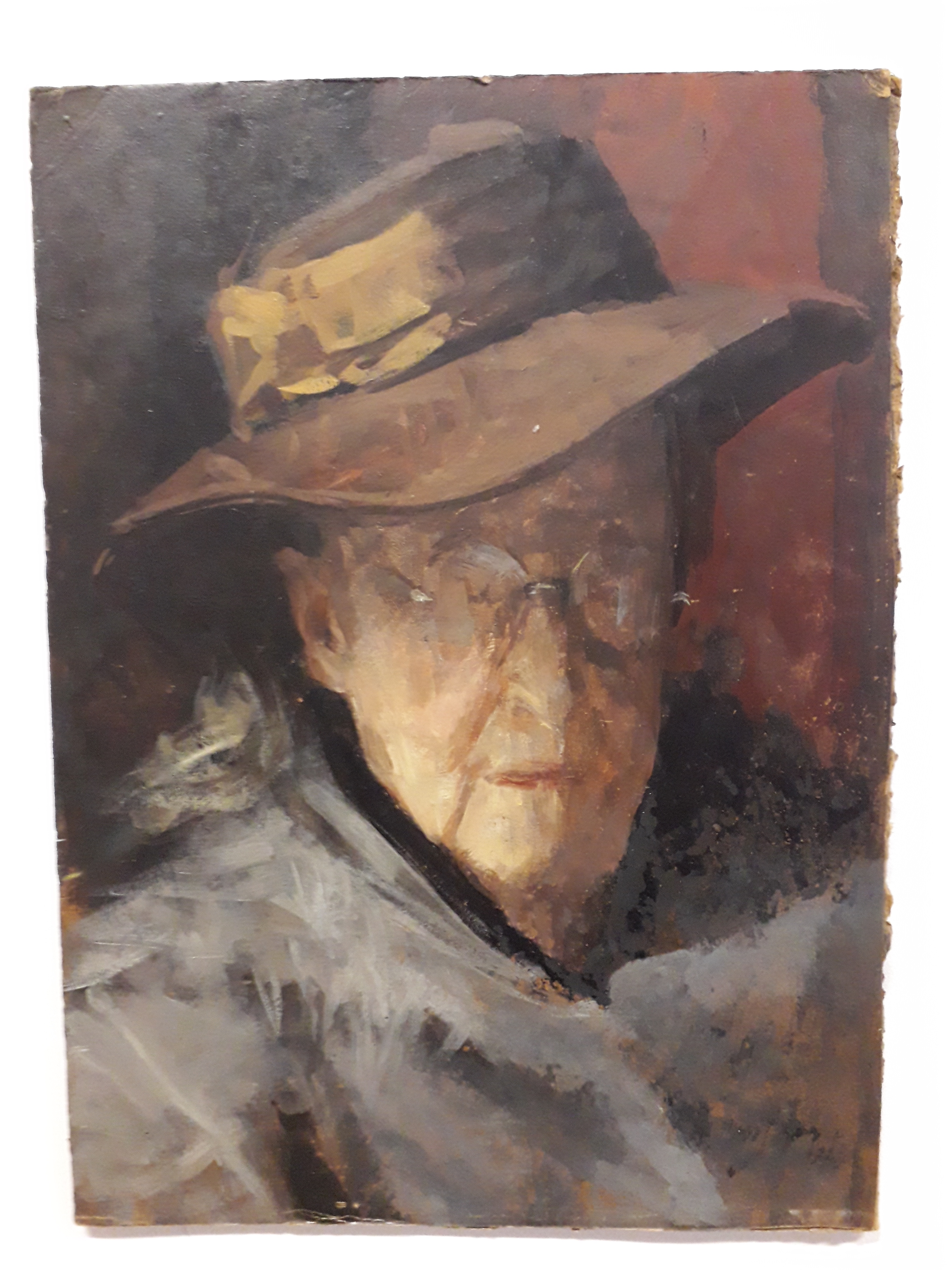
Madame Louise Tavernier en voyage, 1910. Musée Adrien Mentienne.
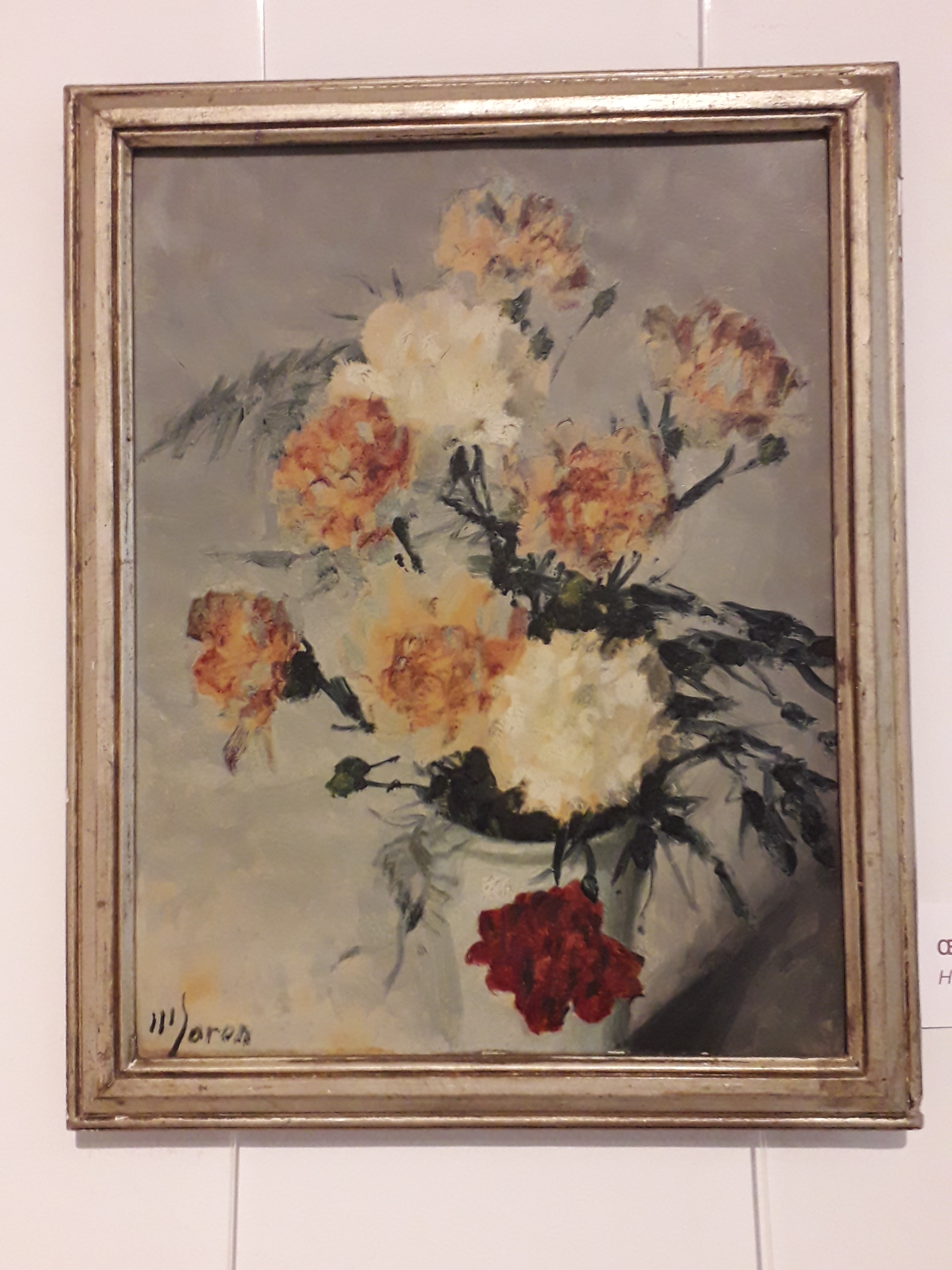
Œillets. Musée Adrien Mentienne.
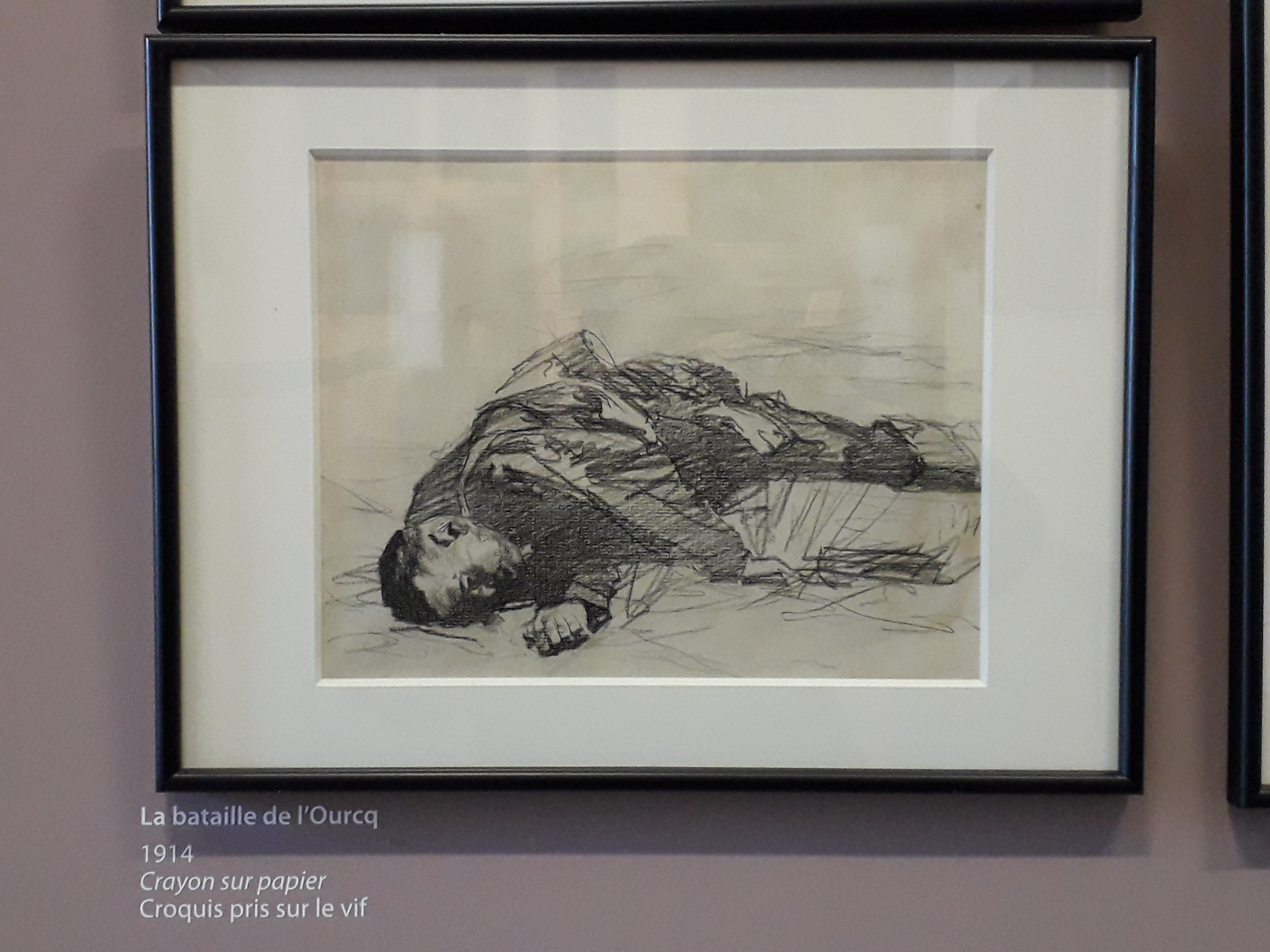
Croquis d'un soldat tué pendant la bataille de l'Ourcq en 1914. Musée Adrien Mentienne.